# 烏姆灣
烏姆灣（英語：Oom Bay）是南極洲的海灣，位於麥克羅伯特森地，寬3公里，處於布魯斯角和坎貝爾角之間，在1931年2月由探險隊發現，現時由南極條約體系管理。
67°26′S 60°44′E / 67.433°S 60.733°E